# Rezerwat przyrody Debrza
Rezerwat przyrody Debrza – leśny rezerwat przyrody na przedmieściach Tarnowa w województwie małopolskim, o powierzchni 9,50 ha. Znajduje się na gruntach Skarbu Państwa w zarządzie Nadleśnictwa Gromnik (leśnictwo Skrzyszów).
Ochronie podlega starodrzew dębowo-lipowy, reprezentujący zespół wysokiego i niskiego, żyznego subkontynentalnego grądu. W północno-zachodniej części rezerwatu rosną 250-300-letnie dęby. Na florę rezerwatu składają się m.in. gatunki chronione: bluszcz pospolity, wawrzynek wilczełyko, kopytnik pospolity, kruszyna pospolita i konwalia majowa. Faunę reprezentują: żaby, ropucha szara, dzięcioł zielony, dzięcioł duży, puszczyk, pójdźka, kowalik, pierwiosnek, piecuszek, świstunka leśna, zięba, kos, drozd śpiewak, jeż wschodni, łasica i wiewiórka.

## Historia
Przez wiele lat woda z rezerwatu była używana do produkcji trunków w pobliskiej gorzelni książąt Sanguszków, leżącej na zachód od „Debrzy”. Wodę przesyłano stąd systemem drewnianych rur.
Rezerwat został utworzony zarządzeniem Ministra Ochrony Środowiska, Zasobów Naturalnych i Leśnictwa z dnia 25 stycznia 1995 roku.
Budowana w jego pobliżu autostrada Kraków-Rzeszów według pierwotnego planu miała pochłonąć do 31 arów rezerwatu, co wiązałoby się m.in. z wycinką części drzew. Po dokonaniu korekty planu trasa autostrady ominęła ten obszar i rezerwat pozostał nietknięty.